# Liste der kolumbianischen Botschafter in den Vereinigten Staaten
Ab 10. Oktober 1938 wurde die Auslandsvertretung der kolumbianischen Botschafter in den USA von der Gesandtschaft zur Botschaft aufgewertet und der Leiter entsprechend bestallt.
| Agrément / Ernannt | Akkreditiert  | Leiter der Auslandsvertretung     | Bemerkungen | ernannt von                  | akkreditiert bei       | Posten verlassen |
| ------------------ | ------------- | --------------------------------- | --- | ---------------------------- | ---------------------- | ---------------- |
| 1822               | 18. Juni 1822 | Manuel de Trujillo y Torres       | (* 1762 auf Teneriffa; † 15. Juli 1822 in Baltimore), Geschäftsträger                                                                     | Simón Bolívar                | James Monroe           | 15. Juli 1822    |
| 1823               | 10. Juni 1823 | José María Salazar                | | Simón Bolívar                | James Monroe           | 17. Juni 1828    |
| 1828               | 17. Juni 1828 | Alejandro Vélez                   | Geschäftsträger | Simón Bolívar                | John Quincy Adams      | 17. Aug. 1828    |
| 1832               | 2. Jan. 1832  | Domingo Acosta                    | Geschäftsträger Generalkonsul | José Ignacio de Márquez      | Andrew Jackson         |                  |
| 1842               | 20. Juli 1842 | Joaquín Acosta                    | Geschäftsträger | Domingo Caycedo              | William Henry Harrison | 8. Nov. 1842     |
| 1847               | 7. Dez. 1847  | Pedro Alcántara Herrán            | | Tomás Cipriano de Mosquera   | James K. Polk          | 16. Aug. 1849    |
| 1849               | 29. Aug. 1849 | Rafael Rivas                      | Geschäftsträger | José Hilario López           | Zachary Taylor         | 7. Juni 1850     |
| 1852               | 27. Apr. 1852 | Victoriano de Diego Paredes       | Geschäftsträger | José Hilario López           | Millard Fillmore       | 20. Juni 1855    |
| 1855               | 20. Juni 1855 | Pedro Alcántara Herrán            | | Manuel María Mallarino       | Franklin Pierce        | 3. März 1863     |
| 1860               | 19. Jan. 1860 | Rafael Pombo                      | Geschäftsträger | Mariano Ospina Rodríguez     | James Buchanan         | 4. Juni 1861     |
| 1861               | 4. Juni 1861  | José Marcelino Hurtado            | Beauftragter und Ministre plénipotentiaire                                                                                                | Bartolomé Calvo              | Abraham Lincoln        | 16. Juni 1863    |
| 1863               | 16. Juni 1863 | Rafael Pombo                      | Geschäftsträger | Francisco Javier Zaldúa      | Abraham Lincoln        | 21. Juli 1863    |
| 1863               | 21. Juli 1863 | Manuel Murillo Toro               | | Francisco Javier Zaldúa      | Abraham Lincoln        | 11. Feb. 1864    |
| 1864               | 11. Feb. 1864 | Francisco Párraga                 | Geschäftsträger | Manuel Murillo Toro          | Abraham Lincoln        | 15. Sep. 1864    |
| 1867               | 9. Nov. 1867  | Eustorgio Salgar Moreno           | | Santos Acosta                | Andrew Johnson         |                  |
| 1868               | 20. Sep. 1868 | Santos Acosta                     | | Santos Gutiérrez             | Andrew Johnson         | 3. Mai 1870      |
| 1870               | 3. Mai 1870   | Enrique Cortés                    | Geschäftsträger | Eustorgio Salgar             | Ulysses S. Grant       | 21. Aug. 1870    |
| 1870               | 24. Aug. 1870 | Santiago Pérez Triana             | Minister Resident | Eustorgio Salgar             | Ulysses S. Grant       |                  |
| 1871               | 18. Okt. 1871 | Santiago Pérez Triana             | | Eustorgio Salgar             | Ulysses S. Grant       | 10. Juni 1872    |
| 1872               | 11. Okt. 1872 | Carlos Martín                     | | Manuel Murillo Toro          | Ulysses S. Grant       |                  |
| 1874               | 6. Aug. 1874  | Felipe Zapata                     | Non Resident Envoy Extraordinary and Minister Plenipotentiary (nichtsesshafter außerordentlicher Gesandter und Ministre plénipotentiaire) | Santiago Pérez de Manosalbas | Ulysses S. Grant       |                  |
| 1876               | 27. Okt. 1876 | Santiago Pérez Triana             | Minister Resident | Aquileo Parra                | Ulysses S. Grant       | 27. Apr. 1877    |
| 1879               | 27. Okt. 1879 | Justo Arosemena                   | Minister Resident | Julián Trujillo Largacha     | Rutherford B. Hayes    |                  |
| 1880               | 15. Nov. 1880 | Ramón Santo Domingo Vila          | | Rafael Núñez                 | Rutherford B. Hayes    |                  |
| 1887               | 13. Dez. 1887 | José Marcelino Hurtado            | | Rafael Núñez                 | Grover Cleveland       |                  |
| 1894               | 1894          | Julio Rengifo                     | Geschäftsträger | Rafael Reyes                 | Theodore Roosevelt     | 1898             |
| 1899               | 1. März 1899  | Clímaco Calderón Reyes            | | Manuel Antonio Sanclemente   | William McKinley       | 14. März 1905    |
| 1900               | 1. Okt. 1900  | Luis Cuervo Márquez               | Geschäftsträger | José Manuel Marroquín        | William McKinley       |                  |
| 1901               | 2. März 1901  | Carlos Martínez Silva             | | José Manuel Marroquín        | Theodore Roosevelt     | 8. März 1902     |
| 1902               | 17. März 1902 | José Vicente Concha               | | José Manuel Marroquín        | Theodore Roosevelt     | 28. Nov. 1902    |
| 1902               | 28. Nov. 1902 | Tomás Herrán y Mosquera           | Geschäftsträger | José Manuel Marroquín        | Theodore Roosevelt     | 1. Sep. 1904     |
| 1904               | 31. Aug. 1904 | Eduardo Pérez Triana              | Geschäftsträger | Rafael Reyes                 | Theodore Roosevelt     |                  |
| 1905               | 29. Mai 1905  | Diego Mendoza Pérez               | Geschäftsträger | Rafael Reyes                 | Theodore Roosevelt     | 18. Okt. 1906    |
| 1906               | 18. Okt. 1906 | Enrique Cortés                    | | Rafael Reyes                 | Theodore Roosevelt     |                  |
| 1910               | 25. Jan. 1910 | Francisco de Paula Borda          | | Carlos Eugenio Restrepo      | William Howard Taft    |                  |
| 1911               | 31. Mai 1911  | Pedro Nel Ospina Vázquez          | | Carlos Eugenio Restrepo      | William Howard Taft    |                  |
| 1912               | 25. Juni 1912 | Julio Betancourt                  | | Carlos Eugenio Restrepo      | William Howard Taft    |                  |
| 1917               | 11. Juni 1917 | Carlos Adolfo Urueta              | | José Vicente Concha          | Woodrow Wilson         |                  |
| 1921               | 15. Okt. 1921 | Carlos Uribe                      | Geschäftsträger | Jorge Holguín                | Warren G. Harding      |                  |
| 1922               | 23. Mai 1922  | Enrique Olaya Herrera             | | Pedro Nel Ospina             | Warren G. Harding      |                  |
| 1930               | 2. Juli 1930  | José María Coronado Suárez        | († 9. September 1933 in Washington, D.C.) Geschäftsträger                                                                                 | Enrique Olaya Herrera        | Herbert Hoover         |                  |
| 1931               | 20. Mai 1931  | Fabio Lozano Torrijos             | | Enrique Olaya Herrera        | Herbert Hoover         |                  |
| 1934               | 31. Juli 1934 | Alberto Gonzalez Fernandez        | Geschäftsträger | Alfonso López Pumarejo       | Franklin D. Roosevelt  |                  |
| 1935               | 15. Apr. 1935 | Miguel López Pumarejo             | | Alfonso López Pumarejo       | Franklin D. Roosevelt  |                  |
| 10. Okt. 1938      | 28. Okt. 1938 | Miguel López Pumarejo             | | Eduardo Santos               | Franklin D. Roosevelt  |                  |
| 7. Nov. 1939       | 14. Nov. 1939 | Gabriel Turbay Abunader           | | Eduardo Santos               | Franklin D. Roosevelt  |                  |
| 29. Sep. 1942      |               | Alberto Vargas Nariño             | | Alfonso López Pumarejo       | Franklin D. Roosevelt  |                  |
| 22. Apr. 1943      | 6. Mai 1943   | Alberto Lleras Camargo            | | Alfonso López Pumarejo       | Franklin D. Roosevelt  |                  |
| 30. Dez. 1943      | 17. Jan. 1944 | Gabriel Turbay Abunader           | | Alfonso López Pumarejo       | Franklin D. Roosevelt  |                  |
| 28. Aug. 1945      | 12. Sep. 1945 | Carlos Sanz de Santamaría         | | Alberto Lleras Camargo       | Harry S. Truman        |                  |
| 19. Feb. 1947      | 25. Feb. 1947 | Gonzalo Restrepo Jaramillo        | | Mariano Ospina Pérez         | Harry S. Truman        |                  |
| 21. Sep. 1949      | 26. Sep. 1949 | Eduardo Zuleta Ángel              | | Mariano Ospina Pérez         | Harry S. Truman        |                  |
| 22. Mai 1951       | 5. Juni 1951  | Cipriano Restrepo Jaramillo       | | Roberto Urdaneta Arbeláez    | Harry S. Truman        |                  |
| 3. Aug. 1953       | 10. Nov. 1955 | Eduardo Zuleta Ángel              | | Gustavo Rojas Pinilla        | Dwight D. Eisenhower   |                  |
| 10. Nov. 1955      | 14. Nov. 1955 | Francisco J. Urrutia Holguín      | | Gustavo Rojas Pinilla        | Dwight D. Eisenhower   |                  |
| 6. Sep. 1957       | 10. Okt. 1957 | José Gutiérrez Gómez              | | Gabriel París Gordillo       | Dwight D. Eisenhower   |                  |
| 16. März 1960      | 1. Apr. 1960  | Carlos Sanz de Santamaría         | | Alberto Lleras Camargo       | Dwight D. Eisenhower   |                  |
| 28. Juni 1963      | 24. Juli 1963 | Eduardo Uribe Botero              | | Guillermo León Valencia      | Lyndon B. Johnson      |                  |
| 10. Jan. 1967      | 13. Jan. 1967 | Hernan Echavarría Olózaga         | | Carlos Lleras Restrepo       | Lyndon B. Johnson      |                  |
| 8. Jan. 1969       | 17. Jan. 1969 | Misael Pastrana Borrero           | | Carlos Lleras Restrepo       | Richard Nixon          |                  |
| 7. Jan. 1970       | 3. Feb. 1970  | Douglas Botero Boshel             | | Misael Pastrana Borrero      | Richard Nixon          |                  |
| 31. Dez. 1974      |               | Rodrigo Escobar Navia             | | Alfonso López Michelsen      | Gerald Ford            |                  |
| 29. Apr. 1975      | 29. Apr. 1975 | Julio César Turbay Ayala          | | Alfonso López Michelsen      | Gerald Ford            |                  |
| 18. Aug. 1976      |               | Alfonso Dávila Ortiz              | | Alfonso López Michelsen      | Gerald Ford            |                  |
| 7. Juni 1977       | 24. Juni 1977 | Virgilio Barco                    | | Alfonso López Michelsen      | Jimmy Carter           |                  |
| 6. Nov. 1980       | 11. Dez. 1980 | Jorge Mario Eastman Robledo       | | Julio César Turbay Ayala     | Jimmy Carter           |                  |
| 27. Mai 1981       |               | Fernando Cepeda Ulloa             | | Julio César Turbay Ayala     | Ronald Reagan          |                  |
| 28. Juli 1981      | 21. Sep. 1981 | Fernando Gaviria Cadavid          | | Julio César Turbay Ayala     | Ronald Reagan          |                  |
| 8. Feb. 1983       |               | Jorge Salazar                     | | Belisario Betancur Cuartas   | Ronald Reagan          |                  |
| 9. März 1983       | 7. Apr. 1983  | Álvaro Gómez Hurtado              | | Belisario Betancur Cuartas   | Ronald Reagan          |                  |
| 17. Dez. 1985      | 15. Jan. 1986 | Rodrigo Hernan Lloreda Caicedo    | | Belisario Betancur Cuartas   | Ronald Reagan          |                  |
| 28. Feb. 1986      | 11. März 1986 | Francisco Posada De La Peña       | [ 2 ] | Virgilio Barco               | Ronald Reagan          |                  |
| 12. Nov. 1987      | 21. Dez. 1987 | Víctor Mosquera Chaux             | | Virgilio Barco               | Ronald Reagan          |                  |
| 14. Dez. 1990      | 19. Feb. 1991 | Jaime García Parra                | | César Gaviria Trujillo       | George H. W. Bush      |                  |
| 18. Aug. 1993      | 1. Okt. 1993  | Gabriel Silva Luján               | | César Gaviria Trujillo       | Bill Clinton           |                  |
| 9. Aug. 1994       | 25. Okt. 1994 | Carlos Lleras de la Fuente        | | Ernesto Samper Pizano        | Bill Clinton           |                  |
| 23. Jan. 1997      | 11. Feb. 1997 | Juan Carlos Esguerra Portocarrero | | Ernesto Samper Pizano        | Bill Clinton           |                  |
| 29. Sep. 1998      | 27. Okt. 1998 | Luis Alberto Moreno               | | Andrés Pastrana Arango       | Bill Clinton           |                  |
| 9. Nov. 2005       | 2. Dez. 2005  | Andrés Pastrana                   | | Álvaro Uribe Vélez           | George W. Bush         |                  |
| 7. Sep. 2006       | 12. Sep. 2006 | Carolina Barco                    | | Álvaro Uribe Vélez           | George W. Bush         |                  |
| 7. Aug. 2010       | 4. Okt. 2010  | Gabriel Silva Luján               | | Juan Manuel Santos           | Barack Obama           |                  |
| 2012               |               | Manuel de Trujillo y Torres       | Geschäftsträger | Juan Manuel Santos           | Barack Obama           |                  |
| 5. Sep. 2012       | 19. Sep. 2012 | Carlos Alfredo Urrutia Valenzuela | [ 3 ] | Juan Manuel Santos           | Barack Obama           |                  |
| 13. Nov. 2013      | 15. Juni 2015 | Luis Carlos Villegas              | | Juan Manuel Santos           | Barack Obama           |                  |
| 23. Juli 2015      | 25. Mai 2017  | Juan Carlos Pinzón                | | Juan Manuel Santos           | Barack Obama           |                  |
| 11. Juli 2017      | 6. Sep. 2018  | Camilo Reyes Rodríguez            | | Juan Manuel Santos           | Barack Obama           |                  |
| 6. Sep. 2018       |               | Francisco Santos Calderón         | | Iván Duque                   | Donald Trump           |                  |

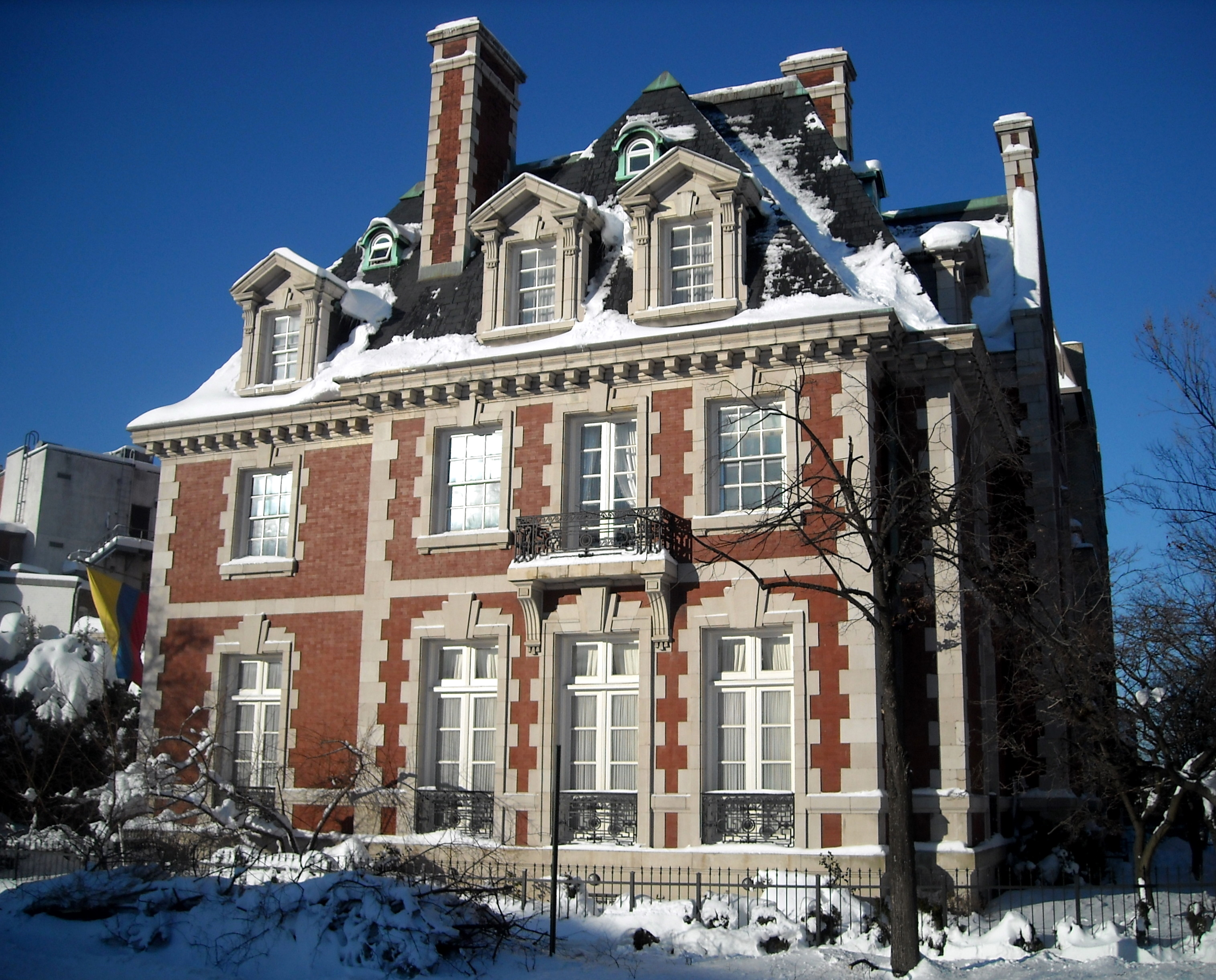
Der kolumbianische Botschafter residiert am Dupont Circle  #78003056 im Thomas T. Gaff House.
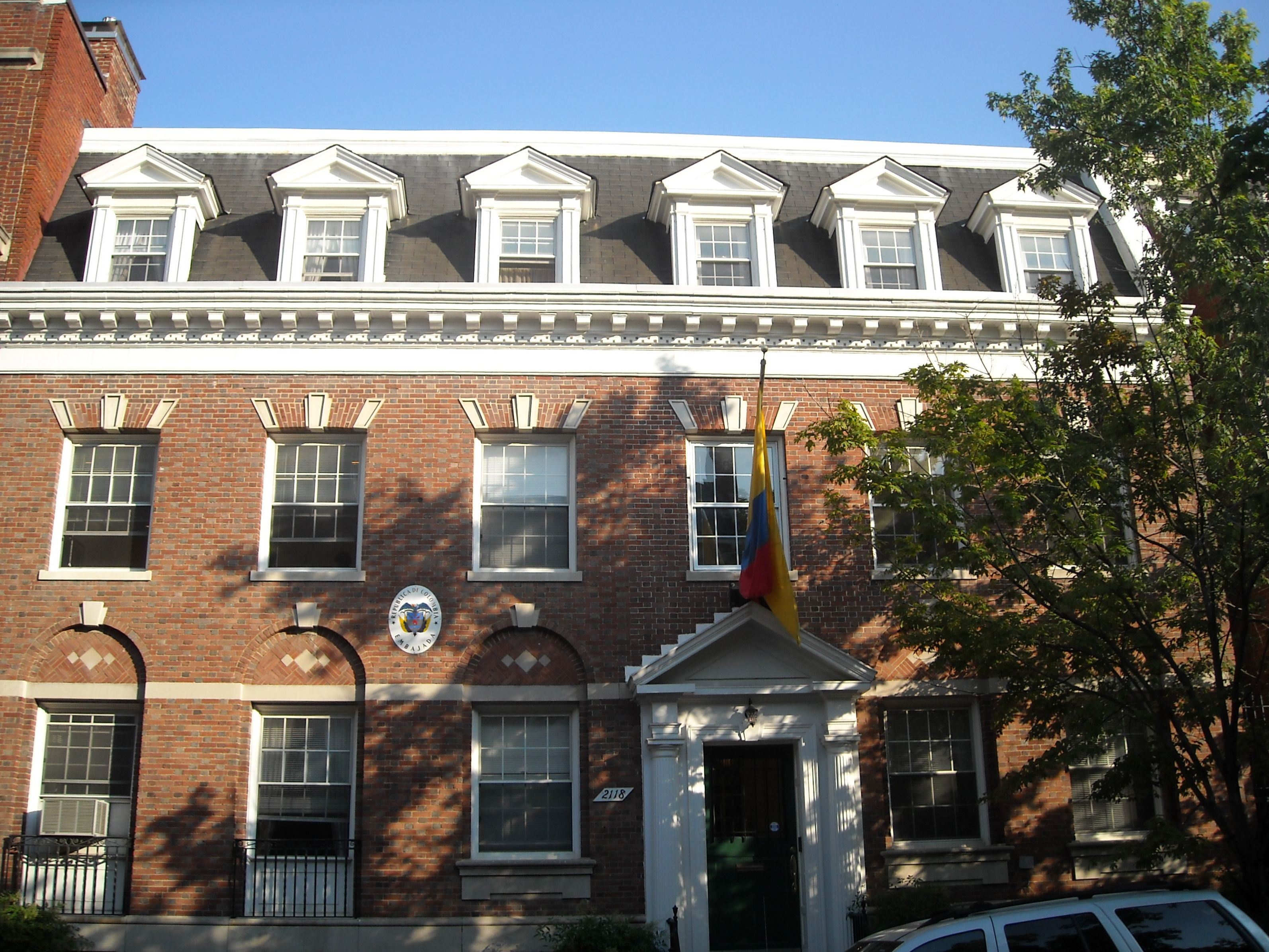
Die kolumbianische Botschaft befindet sich am 2118 Leroy Place, N.W., in Kalorama, Washington, D.C.